# Иван Тургенев
Ива̀н Сергèевич Тургèнев (на руски: Ива́н Серге́евич Турге́нев) е един от най-известните руски писатели. Един от класиците на руската литература, внесли най-значителен принос в нейното развитие през втората половина на XIX век. Член-кореспондент на императорската Академия на науките в раздела за руски език и словесност (1860), почетен доктор на Оксфордския университет (1879), почетен член на Московския университет (1880).
Той е сред най-големите и най-авторитетни руски писатели от втората половина на XIX в. Непосредствен продължител на творческите традиции на Пушкин и Гогол в белетристиката, макар и да е сочен само като представител на пушкиновското течение в руската литература. В неговото творчество много ярко се съчетават Пушкиновата пестеливост в израза на Гоголевите социалност и идейност. Той издига на един нов, по-висок етап художествената проза в Русия, като я изпълва с по-голяма човешка топлота и емоционалност, с нови герои и проблеми, с нови открития в областта на жанровата форма и стила.
И. С. Тургенев е първият голям романист на руската литература – създава цяла поредица от романи, между които „Рудин“, „Дворянско гнездо“, „В навечерието“ и „Бащи и деца“.
Известно е, че Тургенев прекарва по-голямата част от своя творчески живот в Западна Европа, но никога не забравя своята родина и своя народ. Далеч от тях той продължава да мисли и с творчеството си да се бори за тяхното по-светло бъдеще. В същото време великият писател не забравя своя национален дълг – да пропагандира руското художествено слово на Запад. Той е един от първите, които запознават западноевропейския читател с творчеството на Пушкин, Гогол, Толстой и т.н.
Тургенев започва своята литературна дейност през 1840-те години на страниците на сп. „Съвременник“ на Некрасов, в което са господствали естетическите идеи на Висарион Белински. Великият критик е бил и идейният ръководител на това списание и на по-голямата част от неговите сътрудници, между които е бил и Тургенев. След смъртта на Белински обаче, през 1850 – 1870-те години, постепенно Тургенев се отдалечава от неговия кръг и от руските идеи за революция, за да застане изцяло на либерално-просветителски позиции. Това не му е попречило да се отнася винаги с уважение и любов към своя велик съвременник и учител Белински и неговите идеи.
Обективно погледнато, творчеството на Тургенев, независимо от неговите идейни разбирания на западняк и „постепенец“, винаги е служило на прогреса – служило е на интересите на руския народ, а в известни моменти и на руската революция.

## Биография
И. С. Тургенев е роден на 28 октомври 1818 г. в гр. Орел в богато дворянско семейство. Детските години на бъдещия голям писател преминават в имението Спаское-Лутовино. През 1822 г. семейството прави едно голямо пътешествие из Европа, като посещава Германия, Швейцария и Франция.
Тургеневи живеят типичен за дворяните живот – богат, охолен, разточителен. Децата са били обучавани и възпитавани от гуверньори и гувернантки – предимно чужденци. Централна фигура в семейството е била майката на писателя – богата и жестока помешчица, която на никого не е прощавала. От нея са се страхували дори децата ѝ. Така че още от малък Иван Сергеевич Тургенев – дете умно и чувствително, вижда „дивия произвол“ на неговите властни родители над крепостните селяни. По-късно самият Тургенев ще признае: „Нямам с какво да си припомня моето детство. Нито един светъл спомен. От майка си се боях като от огън. Наказваха ме за всяка най-дребна работа – с една дума, мущроваха ме като новобранец. Рядко минаваше ден без бой с пръчка; когато се осмелявах да попитам защо ме наказват, майка ми категорично заявяваше: „Ти трябва да знаеш по-добре, сети се.“ Може да си представим колко по-жестока и безмилостна е била тя към крепостните селяни и слугите. Това може да се види от разказа „Муму“, където в образа на старата помешчица авторът е вложил някои черти на своята майка. Веднага трябва да кажем, че с това не се изчерпва образът на майката на писателя – тя е притежавала редица ценни качества, като любов към литературата и театъра, към науката и изкуството. В нейната домашна библиотека е имало книги не само на руски, но и на френски, английски и немски език. Навярно тази вродена любов на писателя към литературата, музиката и театъра идва от неговата майка.
Затова от баща си наследява външната красота, умението да се държи в обществото и може би голямата му влюбчивост. Него той е нарисувал в повестта „Първа любов“. Неслучайно тази повест е била едно от най-любимите произведения на Тургенев. „Това е единствената вещ – говори писателят, – която и до днес ми доставя удоволствие, защото това е самият живот, това не е съчинено...“ „Първа любов“ – това е преживяното.“ „В „Първа любов“ аз изобразих своя баща... Баща ми беше красавец... Той беше много хубав – надарен с истинска руска красота...“ На въпроса на Н. А. Островска, кой е прототип на младия герой, който в повестта е даден като съперник на своя баща, Тургенев отговаря: „Този хлапак е вашият най-покорен слуга“, т.е. авторът. Всъщност това е една лирична повест за голямата любов, която не познава ограниченията на възрастта, и същевременно повест за най-идеалното, най-прекрасното чувство – първата любов на младото сърце. За нас в случая е интересен образът на бащата – такъв, какъвто ни го е представил Тургенев: красив, силен, чувствен и безкомпромисен в любовта си към младата княгиня. Той умира твърде млад – едва 41-годишен.
Особено важен момент в живота на младия Тургенев е постъпването му през 1833 г. като студент в Московския, а след прехвърлянето му – в Петербургския университет, който завършва през 1837 г. Това е време, когато в Московския университет учат някои от най-прогресивните и големи умове на Русия – Александър Херцен, Огарьов, Белински, Станкевич, Лермонтов, Иван Гончаров и др. Това, разбира се, не е останало безследно в духовното и идейното развитие на бъдещия голям писател. Неслучайно неговите младежки години са свързани с кръга на Белински и сп. „Современник“ на Некрасов. Неслучайно именно за тази епоха от развитието на Русия Н. Чернишевски пише в своите „Очерци за Гоголевия период на 'руската литература“: „Тогава за първи път умственият живот на нашето отечество създаде хора, които вървяха заедно с мислите на Европа...“ Един от тях безспорно е бил И. С. Тургенев.
Не важен момент, а по-скоро период в живота на Тургенев е запознанството му с френската певица от испански произход Полин Виардо-Гарсиа. С нея и със семейството ѝ той се запознава през 1843 г., когато италианската опера посещава Петербург. Самата Полин Виардо е била изключително дарование. От нейния талант са се възхищават не един и двама поети и композитори. Може да се споменат Гуно, Лист, Вагнер и Глинка. Ето какво пише за нея Алфред дьо Мюсе: „Да, геният е дар небесен. Той прелива в Полин Гарсиа като обилно вино в препълнена чаша“. А Жорж Санд при изграждане образа на Консуело е взел някои от нейните черти. В Петербург Полин Виардо се е представила в ролята на Розина от „Севилският бръснар“. Успехът ѝ е бил толкова голям, че на възторжената публика ѝ са се стрували малко овациите в салона, затова е излизала на улицата, където е обсипвала каретата ѝ с цветя. Всички ценители на изкуството са били покорени от нейния талант. Покорен и влюбен в Полин Виардо е бил и Тургенев. В едно писмо до Татяна Бакунина Белински пише за Тургенев: „Той сега целият е потопен в италианската опера и като всички ентусиасти е много мил и много забавен“. А майката на писателя Варвара Петровна, която посетила един от концертите на френската певица, гласно, като че ли сама на себе си, казала: „Да си призная, хубаво пее проклетата циганка!“ И нищо чудно в това, че тя и нейното изкуство се превръщат в съдба за Тургенев. Когато италианската опера напуска Петербург – напуска го заедно с нея и Тургенев. Може да се каже, че по-голямата част от своя живот след това той прекарва в Европа, а само от време на време се връща в Русия. Това не значи, че той забравя родината си – напротив, макар и далеч от нея, той винаги живее с нейните болки и проблеми. Трябва да се подчертае и друго – от една страна, голямото чувство, което е изпитвал през целия си живот към Полин Виардо, за да я следва в нейния път, и, от друга – възможността, която тя му е дала да се запознае с духовните постижения на Европа. Тургенев е бил в най-близки приятелски връзки с най-големите западни писатели, като Виктор Юго, Жорж Санд, Мопасан и др. В същото време той се е познавал не само с Белински и Некрасов, но и с Херцен, Гончаров, Достоевски и Лев Толстой. Срещал се е с Жуковски, Гогол, Михаил Лермонтов и Колцов – т.е. с най-големите творци от предишната епоха. Затова едва ли има друг руски писател, който в своя живот толкова да е видял, толкова да се е срещал, с цвета на руската и западноевропейската творческа интелигенция, както Тургенев. Жалко, че не е написал своите мемоари – те щяха да бъдат изключително богати и безкрайно интересни.
И. С. Тургенев умира на 22 август (3 септември) 1883 г. на 65-годишна възраст в Бужнзал, близо до Париж и недалеч от имението на Полин Виардо. Голяма част от неговия архив остава у Полин Виардо, а след нейната смърт у наследниците ѝ. Не всичко е публикувано, особено що се отнася до кореспонденцията му с голямата артистка.

## Творчество
Тургенев оставя изключително богато литературно наследство. Цели четири десетилетия той е една от централните фигури на руската литература. Започва като поет и драматург, за да се издигне до най-високите постижения на руската белетристика в областта на разказа, повестта и романа. Особено голяма слава му донасят разказите, обединени под общото заглавие „Записки на ловеца“, както и неговите повести „Ася“, „Пролетни води“, „Първа любов“ и най-вече романите му „Рудин“, „Дворянско гнездо“, „В навечерието“, „Бащи и деца“, „Дим“ и „Целина“.
Разбира се, че не са без значение и лирическите, лиро-епическите и драматическите произведения на писателя. От тях се открояват поемата „Параша“ от 1843 г., за която Белински се изказва ласкаво; поемата „Помешчик“, печатана в „Петербургски сборник“, издаван от Некрасов през 1846 г. Те са написани очерково в стила на „натуралната школа“, към която през този период е принадлежал и Тургенев. От драмите му, които се считат за сполучливи и чрез които създава една интелектуална традиция в руската драматургия, предхождаща тази на Чехов, могат да се посочат „Закуска у предводителя“, поставена на сцената през 1849, а печатана през 1855 г., „Ерген“ от 1849, „Месец на село“ от 1850 и „Храненик“ от 1848 г. Това са реалистични пиеси, в които се налагат живият диалог и тънкият и психологически рисунък. Авторът излиза от някои всекидневни и обикновени човешки преживявания и конфликти, които изобразява върху един битов фон. В този смисъл той предхожда Чеховата драма.
Някои произведения:
- Записки на ловеца
- Рудин
- Дворянско гнездо
- Бащи и деца
- Месец на село
- В навечерието

### Илюстрации на Пьотър Соколов към „Записки на ловеца“
- Илюстрации към разказа „Лебедян“
- Илюстрации към разказа „Кантора“
- Илюстрации към разказа „Лгов“
- Илюстрации към разказа „Пьотр Петрович Каратаев“

## Цитати за автора
- „Белински и неговото писмо – това е цялата ми религия.“ – Тургенев
- „Голяма точност, никаква разтегнатост, всичко е майсторски кондензирано. Всеки малък разказ Тургенев би могъл да разгърне в роман.“ – Ромен Ролан по повод на „Записки на ловеца“
- „Полага началото на цяла една литература, чийто обект става народът и неговите нужди.“ – Михаил Салтиков-Шчедрин
- „Кой може да чете без чувство за възмущение и срам... шедьовъра на И. Тургенев „Записки на ловеца“?“ – Александър Херцен

## Памет
- 3323 Тургенев – астероид, наименуван на Тургенев
- Улица в квартал „Банишора“ в София (Карта).